# Hibiscus columnaris
Hibiscus columnaris är en malvaväxtart som beskrevs av Antonio José Cavanilles. Hibiscus columnaris ingår i Hibiskussläktet som ingår i familjen malvaväxter. Inga underarter finns listade i Catalogue of Life.